# NGC 5498
NGC 5498 este o galaxie lenticulară situată în constelația Boarul. A fost descoperită în 9 mai 1882 de către Édouard Stephan⁠(d).